# Walter Wayar
Walter Raúl Wayar (Ciudad de Salta, 4 de mayo de 1958) es un político argentino, miembro del Partido Justicialista.
Durante su carrera política ha sido elegido democráticamente para distintas funciones públicas. Fue intendente de Cachi, y diputado provincial por el mismo distrito. Desde 1995 hasta 2007 ejerció la vicegobernación de la provincia de Salta. Fue candidato a gobernador de la provincia en las elecciones de octubre de 2007, quedando en segundo lugar.

## Juventud e inicios en la política
Si bien nació en Salta, su familia era de Cachi, donde pasó su infancia. Cursó sus estudios primarios y secundarios en la ciudad de Salta, a donde se trasladaba desde Cachi. Inició sus estudios superiores en la Facultad de Ingeniería de la Universidad Nacional de Salta, hasta que debió partir a Córdoba para cumplir el servicio militar en la Aeronáutica. De regreso a Salta, comenzó a trabajar la finca de su padre en Cachi, en la producción de pimientos. Fundó, junto a un grupo de agricultores, una cooperativa agrícola.
Comenzó a militar desde muy joven en el Partido Justicialista de Salta, siendo Congresal Provincial, Congresal Nacional, y luego Vicepresidente Primero del Partido Justicialista de Salta.
En 1984, a los 25 años, fue designado intendente de Cachi, convirtiéndose en el intendente más joven del país, ejerciendo ese cargo hasta 1987, cuando fue elegido Diputado provincial y posteriormente Senador provincial por el Departamento Cachi. En el senado provincial, fue Vicepresidente Primero de la Cámara de Senadores de la provincia de Salta.

## Vicegobernador (1995-2007)
En 1995 se convirtió en el vicegobernador de la provincia como compañero de fórmula de Juan Carlos Romero y en el presidente del Senado, como lo establece la Constitución salteña. La fórmula Romero-Wayar fue reelegida en 1999 y 2003. 
En 1997 fue elegido convencional constituyente, y presidió el Bloque Justicialista en la Asamblea Constituyente que redactó la nueva constitución provincial.

## Candidatura a gobernador
En las elecciones de 2007 fue candidato a gobernador de la provincia de Salta, resultando en segundo lugar frente a Juan Manuel Urtubey, del Frente Para la Victoria (una ramificación del Partido Justicialista). 

## Post-Vicegobernación
Wayar fue elegido diputado nacional en 2009 por el Frente Peronista Federal. En mayo de 2009, en plena campaña, prometió que iría al Congreso a «hacer valer la Constitución Nacional, las instituciones del país, y la autonomía y los derechos de los salteños».
En el año 2013 no buscó la reelección. 
Dos años más tarde fue candidato a intendente de la Ciudad de Salta por el partido Cabildo Abierto y su campaña se hizo famosa a nivel nacional por una bailecito más una música pegadiza que decía: "Walter Wayar no te da falsas promesas, Walter Wayar..." 
En el año 2017 fue el candidato a Senador de la capital del Partido de la Victoria y salió tercero en las generales con un total de 35.627 votos.
Se presentó como candidato a intendente de la capital salteña presentándose al cargo dentro de la interna del Frente de Todos en el año 2019. Fue el cuarto candidato más votado del espacio y perdería la interna contra David Jesús Leiva que había sacado alrededor de 23 000 votos contra los 8000 de Wayar.
En 2021 se presentó como candidato del Frente de Todos a senador provincial por el Departamento de Cachi, su lugar natal y en donde fue intendente entre el 1984 y 1987.  Wayar fue electo como senador al obtener 1668 votos y superar a sus tres contrincantes y juró como senador provincial el 24 de noviembre de 2021. Al momento de elegir autoridades Wayar denunció que Sáenz rompió con las tradiciones de los cuerpos legislativos al imponer a las autoridades con base en la mayoría de votos con la que contaba.